# Phare de Krynica Morska
Le phare de Krynica Morska (en polonais : Latarnia Morska Krynica Morska) est un phare situé dans la ville de Krynica Morska (Voïvodie de Poméranie - Pologne). Le phare se trouve à l'ouest du phare de Port Północny sur la presqu'île de la Vistule.
Ce phare est sous l'autorité du Bureau maritime régional (en polonais : Urząd Morski (pl)) de Gdynia.

## Histoire
Le premier phare a été lancé le 1er mai 1895. Plus tard, il a été équipé d'une lentille de Fresnel dont le feu avait les caractéristiques de 2 secondes de lumière puis 4 secondes d'obscurité. Le phare a été détruit en 1945.
Le phare actuel a été mis en service le 25 août 1951. C'est une tour conique de 27 m de haut, avec galerie et lanterne. Sa lumière est alimentée par deux ampoules de 1,000 W/220 V. Il émet, à une hauteur focale de 53 m deux éclats blancs, toutes les 12 secondes, visibles jusqu'à environ 33 kilomètres.
Entre 1957 et 1997, son radiophare émettait KW en code Morse.
Le phare est aussi l'une des onze stations côtières AIS-PL de l'HELCOM, qui surveille automatiquement le trafic maritime dans cette zone côtière.
Identifiant : ARLHS : POL013 - Amirauté : C3090 - NGA : 6996 .

## Caractéristique dufeu maritime
- Fréquence sur 12 secondes :
  - Lumière : 2 secondes
  - Obscurité : 2 secondes
  - Lumière :  2 secondes
  - Obscurité : 6 secondes

|          |
| Le phare |

|             |
| La lanterne |

### Lien connexe
- Liste des phares de Pologne